# Wulkan Bezimienny
Wulkan Bezimienny (ros.: Безымянный, Biezymiannyj) – stratowulkan o wysokości 2882 m n.p.m., położony w kluczewskiej grupie wulkanów na Kamczatce w Rosji.
Wulkan Bezimienny położony jest na południowo-wschodnim stoku wygasłego wulkanu Kamień, jego największa erupcja miała miejsce pomiędzy 1955 i 1956 rokiem, aż do tego czasu również był uważany za wygasły. W wyniku erupcji wysokość wulkanu zmniejszyła się o około 200 m, a jej siła i przebieg były podobne do wybuchu Mount St. Helens 18 maja 1980 roku.

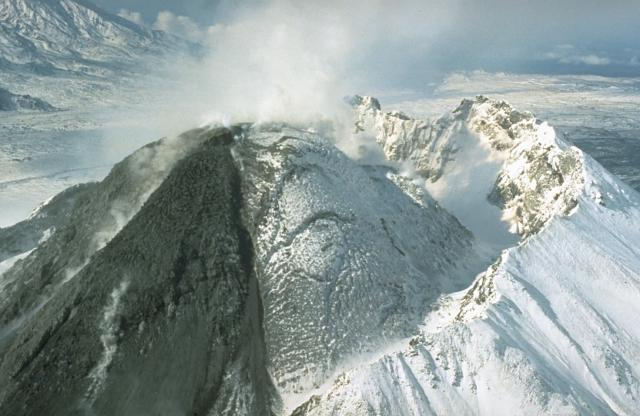